# فورد باركر
فورد باركر (بالإنجليزية: Ford Parker)‏ هو لاعب كرة قدم أمريكي في مركز حراسة المرمى، ولد في 16 أغسطس 1996 في ألباكركي في الولايات المتحدة. لعب مع بيرمينغهام لجيون.